# 謝瑞爾氏現象
謝瑞爾氏現象（英語：Scheerer's phenomenon），又稱藍天內視現象（英語：Blue field entoptic phenomenon），會看到微小的光點（暱稱作藍天小精靈）在視野中沿著曲折的路線快速移動，這是一種人眼中的內視現象，由德國眼科醫師里夏德·舍雷爾於1920年代提出。此一現象主要發生在仰望藍天（或藍色背景）時，有時會看到小光點在快速閃動。這些光點很短暫，可見時間只持續一秒以內，且沿著看似隨機、彎曲的路徑行進一小段距離。某些光點走的路線與之前的光點相同。這些光點與微小蠕蟲一樣可沿著路徑拉伸。光點的速度與脈搏同步變化，每次心跳都會暫時加速。 光點會出現在視野中央，離注視點15度以內。左眼和右眼所看到的是不同光點，用雙眼看則看到光點的結合。
多數人都能在天空中看到這種現象，不過現象不明顯，很多人在被要求注意之前都不會意識到。這些光點在單色藍色背景（約430 nm）下比天空還顯眼。此現象也被稱為謝瑞爾氏現象，得名於1924年首次使其引起臨床關注的德國眼科醫生里夏德·舍雷爾。

## 成因
謝瑞爾氏現象的原理大致與飛蚊症相反，此時人眼看到的不是陰影，而是一些移動的小開口讓光進入視網膜；這個現象主要是由白血球造成的，白血球會在視網膜表面的微血管中流動，因白血球有時可以大到填滿整個微血管，而微血管中的紅血球會吸收藍光，因此眼球會對其產生暗適應作用，結果當白血球通過時（不吸收藍光），就會在視野中出現亮點。有時會看到光點後有條黑尾巴，則是白血球身後堆積的紅血球造成的。

## 外部連結
- 空中藍色小精靈 眼球內視作祟（页面存档备份，存于）
- 眼球內發生的(影像)現象 Entoptic (imagery) phenomena（页面存档备份，存于）
- What are those floaty things in your eye? - Michael Mauser（页面存档备份，存于）